# Łęg Popowski
Łęg Popowski – dawna kolonia w Polsce, w województwie łódzkim, w powiecie poddębickim, w gminie Pęczniew.
1 stycznia 2024 nazwa miejscowości została zniesiona.
W latach 1975–1998 miejscowość należała administracyjnie do województwa sieradzkiego.